# Ernest Hinton
Ernest Hinton (Liverpool, 16 de março de 1946 – Swansea, 18 de novembro de 1999) foi um engenheiro civil britânico.
Estudou na Universidade de Swansea, País de Gales, onde obteve o BSc (1967), MSc (1968) e PhD (1971), onde foi professor do Departamento de Engenharia Civil, onde permaneceu até morrer em 1999.

## Carreira
Ernest Hinton recebeu o BSc em engenharia civil em 1967. Seus estudos no País de Gales continuaram com o MSc em 1968 (Least squares analysis using finite elements), e o PhD em 1971 (Design of reinforced concrete slabs). Em reconhecimento a suas diversas contribuições em sua área de pesquisas recebeu um D.Sc. em 1988.
Em 1989 recebeu uma cátedra pessoal em reconhecimento a seu trabalho. Foi Charted Civil Engineer (C.Eng.), membro da British Computer Society (M.B.C.S.) e membro do Institution of Structural Engineers (M.I.Struct.E.).

## Contribuições
Um dos pioneiros do método dos elementos finitos e mecânica computacional, Prof. Hinton teve uma carreira extremamente prolífica. Seu artigo com Bruce Irons (1968) "Least squares smoothing of experimental data using finite elements"

provou ser o início de uma carreira em mecânica computacional em Swansea. Foi orientador de mais de 40 teses de doutorado, e diversos de seus alunos foram professores universitários que continuaram a trabalhar com ele. Publicou cerca de 250 artigos em periódicos científicos e conferências, e foi autor, coautor ou editor de mais de dez livros.

## Livros
Hinton, E.; Owen, D.R. (1977), «Finite element programming», Academic Press: 305 p.
Hinton, E.; Owen, D.R.J. (1980), «A simple guide to finite elements», Pineridge Pubs: 136 p.
Owen, D.R.; Hinton, E. (1980), «Finite elements in plasticity: theory and practice», Pineridge Pubs: 594 p.
Hinton, E.; Owen, D.R. (1981), «An introduction to finite element computations», Pineridge Pubs: 385 p.
Hinton, Ernest; Owen, D.R.J.; Taylor, Cedric (1982), «Recent advances in non-linear computational mechanics», Pineridge Press: 277 p.
Smith, Alan A.; Hinton, E.; Lewis, Roland W. (1983), «Civil engineering systems analysis and design», John Wiley & Sons: 473 p.
Lewis, R.W.; Bettess, P.; Hinton, E. (1984), «Numerical methods in coupled systems», John Wiley & Sons: 618 p.
Hinton, E.; Owen, D.R.J. (1984), «Finite element software for plates and shells», Pineridge Pubs
Hinton, E.; Owen, D.R.J. (1986), «Computational modelling of reinforced concrete structures», Pineridge Pubs: 384 p.
Hinton, Ernest; Hughes, Thomas J.R. (Editors) (1986), «Finite Element Methods for Plate and Shell Structures, Volume 2: Element Technology», Pineridge Pubs
Hinton, Ernest; Hughes, Thomas J.R. (Editors) (1986), «Finite Element Methods for Plate and Shell Structures, Volume 2: Formulations and Algorithms», Pineridge Pubs
Hinton (Editor), Ernest (1987), «Numerical Methods and Software for Dynamic Analysis of Plates and Shells», Pineridge Pubs: 550 p.
Hassani, Behrooz; Hinton, Ernest (1999), «Homogenization and Structural Topology Optimization: Theory, Practice and Software», Springer: 268 p.
Hinton, Ernest; Sienz, Johann; Özakca, Mustafa (2003), «Analysis and Optimization of Prismatic and Axisymmetric Shell Structures: Theory, Practice and Software», Springer: 496 p.